# Hedi Zuber
Hedi Zuber (* 16. August 1916 in Wil; † 29. Februar 1996 in St. Margrethen; heimatberechtigt in Fischingen TG) war eine Schweizer Künstlerin.

## Leben
Hedi Zuber wurde in Wil in eine arme Familie geboren. Sie litt zeitlebens an Rachitis, hatte eine Gehbehinderung und war von kleiner körperlicher Statur. Sie arbeitete bis ins Alter von 57 Jahren als ungelernte Näherin, bis sie aus gesundheitlichen Gründen ihren Beruf aufgeben musste. Schliesslich zog sie mit ihrem Bruder nach St. Gallen-Bruggen. Um das Jahr 1980 mit bereits 65 Jahren entdeckte sie die Malerei, inspiriert von Jakob Greuter. Später zog sie mit ihrem Bruder in der Folge weiter an weitere Wohnorte. Zuber starb schliesslich in St. Margrethen.

## Werk
Zubers Werk wird von Kennern als sogenannte «Aussenseiterkunst» beziehungsweise Art brut bezeichnet. Zuber malte in ihrem «Küchenatelier» ohne Vorlage, meistens mit Acrylfarbe oder in Mischtechnik auf Papier oder Karton. Ihre Bilder zeichnen sich durch einen Reichtum an Figuren und durch kräftige, intensive Farben und grosse Formen aus.

## Ausstellungen
- 2016: Hedi Zuber und ihre Freunde, Museum im Lagerhaus, St. Gallen[5]